# Devin Hoff
Devin Hoff ist ein US-amerikanischer Jazz- und Improvisationsmusiker (Kontrabass, E-Bass).

## Leben und Wirken
Hoff arbeitete ab Ende der 1990er-Jahre in der Jazzszene von San Francisco u. a. mit Mahanaim Satya und gründete Anfang der 2000er-Jahre mit Ches Smith das Experimental-Duo Good for Cows. Des Weiteren arbeitete er u. a. mit Carla Kihlstedt, Vijay Iyer, Mary Halvorson, Jessica Pavone (Calling All Portraits 2008), Ken Vandermark, Scott Amendola, Nels Cline (Initiate), Ches Smith und Ben Goldberg, außerdem mit Rock- und Folkbands. Im Bereich des Jazz war er zwischen 1999 und 2012 an 37 Aufnahmesessions beteiligt.

## Diskografische Hinweise
- Good for Cows
- Memory from Below
- Plays Monk, mit Ben Goldberg, Scott Amendola

### Kollaborative Alben
- Darren Johnston / Fred Frith / Devin Hoff / Larry Ochs / Ches Smith: Reasons For Moving (Not Two Records, 2007)
- Mary Halvorson, Jessica Pavone, Devin Hoff, Ches Smith: Calling All Portraits (Skycap Records, 2008)
- Made To Break – Ken Vandermark, Christof Kurzmann, Devin Hoff, Tim Daisy: Lacerba (Clean Feed Records, 2013)
- Sunny Five: Candid (Intakt, 2024, mit Tim Berne, David Torn, Marc Ducret, Ches Smith)